# 1844 en mathématiques
| Années des mathématiques : 1841 - 1842 - 1843 - 1844 - 1845 - 1846 - 1847    |
| Décennies des mathématiques : 1810 - 1820 - 1830 - 1840 - 1850 - 1860 - 1870 |

Cet article présente les faits marquants de l'année 1844 en mathématiques.

## Évènements
- 13 et 20 mai : un mémoire du mathématicien français Joseph Liouville est lu à l'Académie des sciences. Il prouve l'existence des nombres transcendants par une construction utilisant les fractions continues (nombres de Liouville), et démontre son théorème sur les approximations diophantiennes[1].

## Publications
- Hermann Günther Grassmann : Die lineale Ausdehnungslehre, ein neuer Zweig der Mathematik (« Sur le principe de l'extension linéaire, une nouvelle branche des mathématiques »). Il initie l'étude des espaces vectoriels.

## Naissances
- 3 juin : Paul Mansion (mort en 1919), mathématicien et historien des sciences belge.
- 25 août : Thomas Muir (mort en 1934), mathématicien d'origine écossaise.
- 24 septembre : Max Noether (mort en 1921), mathématicien allemand.
- 30 octobre : Georges Henri Halphen (mort en 1889), mathématicien français.
- 18 novembre : Albert Wangerin (mort en 1933), mathématicien allemand.

## Décès
- 23 février : Duncan Farquharson Gregory (né en 1813), mathématicien écossais.
- 15 avril : Vittorio Fossombroni (né en 1754), mathématicien, ingénieur, économiste, homme d'État et intellectuel italien.